# Termas de Trajano
Las Termas de Trajano, construidas a partir de 104, fueron una gigantesca estructura de baños termales de la ciudad de Roma. Al igual que las termas de Tito, estas instalaciones estaban ubicadas en la Colina del Oppio, sobre parte de lo que fue el palacio dorado de Nerón , conocido como la Domus Aurea.
Sus gigantescas cisternas, que todavía existen y son conocidas como las Sette sale o "siete salas", podían almacenar más de ocho millones de litros de agua.